# Calcodes sarasinorum
Calcodes sarasinorum là một loài bọ cánh cứng trong họ Lucanidae. Loài này được Heller mô tả khoa học năm 1898.